# Spiekota
Spiekota – album zespołu De Mono z 2012 roku zawierający covery polskich przebojów z lat 60. i 70. utrzymane w stylu reggae. W nagraniach gościnnie udział wzięli Marika, Junior Stress, Dawid Portasz oraz Cheeba.

## Lista utworów
Źródło:demono.pl
| 1.  | „Chodź, pomaluj mój świat” (2 plus 1)                 |  |
|     |                                                       |  |
| 2.  | „Niedziela będzie dla nas” (Niebiesko-Czarni)         |  |
|     |                                                       |  |
| 3.  | „Wspomnienie” (Czesław Niemen)                        |  |
|     |                                                       |  |
| 4.  | „W tym domu straszy” (Homo Homini)                    |  |
|     |                                                       |  |
| 5.  | „Spiekota” (Breakout)                                 |  |
|     |                                                       |  |
| 6.  | „Wzejdę polnym makiem” (Halina Frąckowiak)            |  |
|     |                                                       |  |
| 7.  | „Czy będziesz sama dziś wieczorem” (Niebiesko-Czarni) |  |
|     |                                                       |  |
| 8.  | „Asfaltowe łąki” (ABC)                                |  |
|     |                                                       |  |
| 9.  | „Modlitwa” (Breakout)                                 |  |
|     |                                                       |  |
| 10. | „Port” (Trzy Korony)                                  |  |
|     |                                                       |  |
| 11. | „Kochać inaczej” (De Mono)                            |  |
|     |                                                       |  |
| 12. | „Nie sadźcie rajskich jabłoni” (Klan)                 |  |
|     |                                                       |  |
| 13. | „Podaruj mi trochę słońca” (Bemibek)                  |  |
|     |                                                       |  |

## Twórcy
- Andrzej Krzywy – wokal
- Piotr Kubiaczyk – gitara basowa
- Paweł Dampc – instrumenty klawiszowe
- Paweł Pełczyński – saksofon
- Tomasz Banaś – gitary
- Zdzisław Zioło – gitary
- Marcin Korbacz – perkusja

Gościnnie
- Marika  – wokal (utwór 6)
- Junior Stress – wokal (utwór 8)
- Dawid Portasz – wokal (utwór 9)
- Cheeba – wokal (utwór 3)